# Mausolée d'Ahmadou Bamba
 (janvier 2018).
Si vous disposez d'ouvrages ou d'articles de référence ou si vous connaissez des sites web de qualité traitant du thème abordé ici, merci de compléter l'article en donnant les références utiles à sa vérifiabilité et en les liant à la section « Notes et références ».

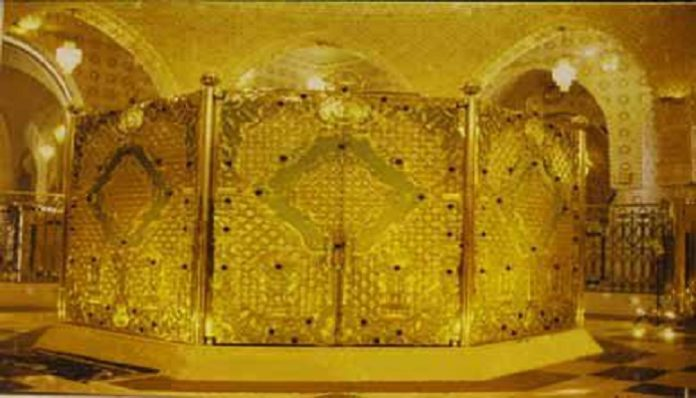
Mausolée d'Ahmadou Bamba.

Le mausolée d'Ahmadou Bamba est un mausolée édifié à l'angle nord-est de la grande mosquée de Touba au Sénégal près de la salle des prières, afin d'y abriter la dépouille de Ahmadou Bamba, cheikh et théologien musulman, fondateur de la confrérie des mourides.
Le tombeau d'une dimension d'environ 10 × 10 m est recouvert de tissus en velours brodés de lettres coraniques (les trois sourates Ya Sin, al-Fatiha et al-Mulk en lettres d'or). Il est entouré d'une grille qui tient les pèlerins à distance tout en leur permettant cependant de contempler et se recueillir sur le tombeau.
Conformément à l'eprit de piété et de dévotion islamique dont se réclame la confrérie des mourides, le Coran y est lu, chaque jour, 28 fois.